# ویدال ساسون
ویدال ساسون (به انگلیسی: Vidal Sassoon) ‏(۱۷ ژانویه ۱۹۲۸ - ۹ مه ۲۰۱۲) طراح برجسته بریتانیایی مد و آرایش مو و خالق مدل موی معروف به باب بود.
ویدال ساسون مبتکر طرح آرایش بشور- بپوش است که انقلابی در آرایش زنانه بشمار می‌رفت. تا دهه شصت میلادی سلیقه و سبک عمومی، موی بلند زنان را می‌پسندید.
نوآوریهای ویدال ساسون در آرایش و پیرایش زنانه امروزه به عنوان یکی از مکاتب پایه‌ای آرایش در جهان شناخته می‌شود و از چین و ژاپن گرفته تا اروپا و آمریکا شیوه‌های او در آموزشگاه‌های آرایشی تدریس می‌شود. ویدال ساسون آرایشگر شماری از ستارگان سرشناس جهان موسیقی و سینما بوده و مدتی نیز مجری یک برنامه تلویزیونی در آمریکا بود.
آرایشگاه‌های زنجیره‌ای ویدال ساسون در لندن گرچه در دهه پنجاه از شهرت برخوردار بودند؛ اما تا زمانی که سبک و سلیقه عمومی آرایش را تغییر نداده بود؛ به شهرت جهانی دست نیافته بود.

## کارها
ویدال ساسون در دهه پنجاه میلادی نخستین سالن آرایش خود را در لندن بنیان گذاشت، اما شهرت جهانی اش را مدیون نوآوریهایش در آرایش مدرن به هنگام اقامت در آمریکاست.
اما هنگامی که ساسون از لندن به لس آنجلس رفت تا میا فارو هنرپیشه آمریکایی را برای بازی در فیلم «بچه رزماری» ساخته رومن پولانسکی آرایش و پیرایش کند، با کوتاه کردن موهای میافارو آغازگر فصل نوینی در آرایش موی زنانه شد.
سبکی که به گفته او، زنان را از سیطره آرایشگاه‌ها رهانید. این رهایی انقلابی در شیوه آرایش زنانه ارزیابی شد و به زنان امکان داد وقت اندکی صرف آرایش موی خود کنند. این رویداد با هنگامه رشد شتابان اشتغال زنان در بیرون از خانه، همخوانی داشت. از این رو با استقبال زنان روبرو شد. طرحی که به بشور - بپوش مو، معروف شد.
او در زمینه آرایش و پیرایش موی زنان سه کتاب نیز تالیف کرده که همواره در شمار پرفروش‌ترین کتابهای حوزه آرایش زنانه بوده‌اند. «بانوی من متاسفم از این که معطل شدید»، «یک سال زیبایی و تندرستی» و «آرایش مو: راه ویدال ساسون» کتابهای او هستند.
تولید شماری از لوازم آرایش از جمله شامپو؛ رنگ مو؛ و ابزار آرایش از جمله محصولات شرکت آرایشی ویدال است.
ویدال که همواره دوستدار بازی فوتبال و یکی از هواداران تیم فوتبال چلسی بود، گفته بود در اصل می‌خواست فوتبالیست شود؛ اما مادرش اصرار داشت که آرایشگر شود. ویدال ساسون در ۸۴ سالگی در خانه‌اش در لس آنجلس درگذشت.